# 1月24日
1月24日是阳历（平年）年的第24天，离一年的结束还有341天（闰年是342天）。

## 大事記

### 19世紀以前
- 41年：在羅馬皇帝卡利古拉遭到刺殺後，羅馬禁衛軍擁立其親戚克勞狄一世繼任皇帝。
- 1038年：中国山西定襄 — 忻州一带发生7.25级地震，造成37,908人伤亡[1]，太原悬瓮寺遭到毁坏而废弃。
- 1076年：教宗額我略七世被亨利四世廢黜。
- 1118年：格拉修二世任第162任教宗。
- 1458年：在拉斯洛五世逝世後，匈牙利王國貴族支持馬加什一世成為匈牙利國王。
- 1601年：利瑪竇來到中國北京傳播基督教。
- 1679年：英格蘭國王查理二世解散議會。
- 1742年：德意志各諸侯一致選舉維特爾斯巴赫家族的查理七世擔任神聖羅馬皇帝。

### 19世紀
- 1848年：美國木匠詹姆斯·W·馬歇爾在加利福尼亞州鋸木廠發現砂金，其後引發淘金潮。
- 1859年：瓦拉幾亞和摩爾達維亞兩個公國合併為羅馬尼亞聯合公國，附屬於鄂圖曼帝國之下。
- 1891年：約翰·巴蘭斯任新西蘭總理。

### 20世紀
- 1902年：日軍青森第5步兵聯隊210名官兵中有199人在青森縣八甲田山的暴風雪中喪生，為史上最大規模的山難事故。
- 1907年：羅伯特·貝登堡發起童軍運動。
- 1914年：張裕公司生產的葡萄酒正式註冊，商標為“雙麒麟牌”。
- 1922年：克里斯蒂·肯特·尼爾森（英语：Christian Kent Nelson）取得愛斯基摩派（英语：Eskimo Pie）的專利。
- 1924年：黃埔軍校開始籌建。
- 1924年：弗拉基米爾·列寧逝世後，蘇聯政府將彼得大帝建造的彼得格勒改名為「列寧格勒」。
- 1936年：張國燾在共產國際的壓力下取消“中國共產黨中央委員會”，追隨中央紅軍北上。
- 1936年：阿爾貝特·薩羅就任第113屆法國總理。
- 1943年：第二次世界大戰：富蘭克林·德拉諾·羅斯福和溫斯頓·丘吉爾結束卡薩布蘭卡會議。
- 1946年：聯合國大會第一次會議召開，並通過有關原子能和平利用的決議。
- 1958年：英美科學家完成核融合試驗。[2]
- 1961年：一架載有兩枚核彈的B-52轟炸機在北卡羅萊那州戈爾茲伯勒空中解體。
- 1962年：布萊恩·愛普斯坦擔任披頭四樂團經理人。
- 1966年：印度航空101號班機（波音707）在法國和意大利交界處的勃朗峰墜毀，機上117人全部遇難。
- 1966年：英迪拉·甘地任印度總理。
- 1972年：二戰時的日本士兵橫井一在關島被人發現，此前他已經在叢林裡過了24年。
- 1978年：一蘇聯攜帶核能發電機的間諜衛星墜落於加拿大。
- 1984年：美國蘋果公司推出個人電腦Macintosh 128K，為第一款麥金塔系列電腦。
- 1984年：鄧小平視察深圳經濟特區，並為經濟特區提詞。
- 1986年：美國國家航空暨太空總署發射的航海家2號探測器成為首個掠過天王星的太空探測器。
- 1989年：马来西亚首相马哈迪·莫哈末因胸口疼痛，而在吉隆坡中央医院接受心脏绕道手术。
- 1989年：連環殺手泰德·邦迪在佛羅里達被送上電椅。
- 1992年：中華人民共和國與以色列國建立大使級外交關係。
- 1995年：OJ·辛普森涉嫌殺妻案正式開庭審理。

### 21世紀
- 2003年：美國國土安全部正式運作。
- 2006年：BenQ與西門子合併後，第一支雙品牌手機S88在台灣正式上市。
- 2016年：寒流席捲北半球多國，位處市區的尖沙咀香港天文台總部於當日下午3時40分錄得攝氏3.1度的低溫，是1957年以來錄得的最低氣溫，也創下自1885年有紀錄以來全年第3低溫紀錄，同日晚上教育局更宣佈翌日幼稚園及小學因嚴寒天氣停課一天，為首次因嚴寒天氣停課[3][4][5][6][7]。澳門在當日下午2時15分錄得攝氏1.6度的低溫，是1949年以來的1月最低氣溫[8]。台灣中央氣象局則於當日早上5:30與7:15在台北測站測得攝氏4度的低溫，是1972年來錄得的最低氣溫[9][10]。
- 2022年：美國國家航空暨太空總署的紅外線太空望遠鏡詹姆斯·韋伯太空望遠鏡成功抵達最終觀測位置暈輪軌道拉格朗日L2點運行。

## 出生
- 76年：哈德良，羅馬皇帝（138年逝世）
- 1712年：腓特烈二世，普鲁士国王（1786年逝世）
- 1732年：皮埃爾·博馬舍，法國劇作家（1799年逝世）
- 1733年：班傑明·林肯，美國大陸軍將領（1810年逝世）
- 1749年：查爾斯·詹姆士·福克斯，英國政治人物（1806年逝世）
- 1776年：E·T·A·霍夫曼，德國浪漫主義作家、法學家、作曲家、音樂評論人（1822年逝世）
- 1821年：興宣大院君，朝鮮王朝宗室、政治人物（1898年逝世）
- 1848年：瓦西里·苏里科夫，俄罗斯画家（1916年逝世）
- 1862年：伊迪丝·沃顿，美國女作家（1937年逝世）
- 1869年：白川義則，1932年攻佔上海日陸軍總司令（1932年逝世）
- 1880年：尤塔，黑山王国王储妃（1946年逝世）
- 1884年：托馬斯·布萊梅，澳大利亞陸軍元帥（1951年逝世）
- 1891年：瓦尔特·莫德尔，德国陆军元帅（1945年逝世）
- 1894年：古澤勝之，日本政治人物（1943年逝世）
- 1898年：黃公略，中國工農紅軍高級將領（1931年逝世）
- 1904年：小泉纯也，日本政治人物，小泉純一郎的父親（1969年逝世）
- 1908年：鄧肯·桑茲，英國政治人物（1987年逝世）
- 1911年：勒內·巴雅韋爾，法國作家、記者、評論家（1985年逝世）
- 1921年：王永在，台塑集團共同創辦人、王永慶的弟弟（2014年逝世）
- 1925年：瑪麗亞·塔爾切夫，美國芭蕾舞者（2013年逝世）
- 1930年：吴敬琏，中国经济学家
- 1934年：游效曾，中國化學家（2016年逝世）
- 1941年：尼爾·戴門，美國歌手
- 1942年：鹿野道彥，日本政治家，民主黨眾議院議員、農林水產大臣（2021年逝世）
- 1943年：莎伦·塔特，美國女演员（1969年逝世）
- 1945年：約翰·加拉門迪，美國商人、政治人物，現任聯邦眾議院議員
- 1947年：加來道雄，日裔美國理論物理學家
- 1950年：翁倩玉，台湾女艺人
- 1951年：五輪真弓，日本女歌手
- 1953年：文在寅，韓國總統
- 1954年：寶詠琴，香港女性企业家（2003年逝世）
- 1957年：马克·伊顿，美国NBA篮球运动员（2021年逝世）
- 1957年：李维安，中国学者
- 1958年：山本一太，日本政治人物
- 1960年：梁智強，新加坡導演
- 1960年：林藝真，韓國女演員
- 1961年：娜妲莎·金斯基，德國女演員
- 1963年：岩井俊二，日本導演
- 1969年：柳好貞，韓國女演員
- 1969年：赫爾伯特·拉布，奧地利軟體工程師、業餘天文學家
- 1970年：史蒂芬·切波斯基，美國小說家、編劇、電影導演
- 1971年：南佳也，日本AV男優
- 1971年：森下佳子，日本女編劇
- 1972年：翁金驊，香港籃球運動員、評述員
- 1972年：水田直志，日本電子遊戲作曲家、音樂人
- 1976年：長井龍雪，日本動畫監督、演出家
- 1977年：孟關良，中國皮划艇運動員
- 1977年：喜多建介，日本音樂家，搖滾樂團亞細亞功夫世代吉他手
- 1977年：查德·賀利，美國網站管理員、商人，YouTube聯合創始人
- 1979年：嚴屹寬，中國男演員
- 1982年：劉耿欣，台灣棒球選手
- 1982年：謝宛諭，新加坡華人女明星
- 1982年：戴維德·迪格斯，美國男演員、饒舌歌手、歌手、作曲家
- 1983年：文寶玲，韓國女演員
- 1984年：鄒幸彤，香港大律師，現為支聯會副主席
- 1984年：樞簗，日本漫畫家
- 1984年：賈斯汀·巴爾多尼，美國男演員、導演
- 1985年：鄧景煌，香港足球運動員
- 1985年：法比安娜·科勞迪諾，巴西女子排球運動員
- 1986年：美莎·芭頓，英國裔美國籍電影、電視、舞台女演員
- 1986年：劉倩婷，2009年度香港小姐競選冠軍
- 1987年：林育品，台灣女藝人
- 1987年：赤井沙希，日本女性模特兒、演員、摔角選手
- 1987年：，烏拉圭職業足球運動員
- 1989年：鞏立姣，中國女子鉛球運動員
- 1990年：入江陵介，日本游泳运动员
- 1990年：阿部真央，日本女創作歌手
- 1990年：金玟錫，韓國男演員
- 1991年：李雪芮，中國女子羽毛球運動員
- 1992年：馮薪朵，中國女團SNH48前成員
- 1993年：伊織萌，日本知名cosplayer、寫真偶像、廣播電台主持人
- 1994年：陳曉彤，香港女歌手
- 1994年：劉永才，韓國男子偶像團體B.A.P成員
- 1995年：和久井優，日本女性聲優
- 1997年：麥詩晴，香港女演員
- 1998年：神志那結衣，日本女子偶像團體HKT48成員
- 1999年：妮基，印尼女歌手、詞曲作家、唱片製作人
- 1999年：費利浦薩，巴西職業足球運動員
- 1999年：馬朗·薩爾，法國職業足球運動員
- 2000年：李寄旭，韓國男子偶像樂團ONEWE成員
- 2003年：強尼·奧蘭多，加拿大男歌手
- 2003年：林君蓮，香港女歌手
- 2012年：雅典娜·瑪格麗特·法蘭西絲·瑪麗，丹麦公主
- 生年不詳：樋野茉理，日本漫畫家
- 生年不詳：日向未南，日本女性聲優

## 逝世
- 41年：卡利古拉，罗马皇帝（12年出生）
- 817年：教宗斯德望四世，羅馬主教（770年出生）
- 1366年：阿方索四世，阿拉貢國王（1299年出生）
- 1622年：織田長益，日本幕府将军，织田信长的弟弟（1547年出生）
- 1632年：德川秀忠，日本幕府将军（1579年出生）
- 1780年：平賀源內，日本江戶時代博物學家、蘭學者、醫生、作家、發明家、畫家（1728年出生）
- 1850年：孝德顯皇后薩克達氏，大清皇后（1831年出生）
- 1878年：彼得·布萊克爾，荷蘭醫生、魚類學家（1819年出生）
- 1920年：，義大利藝術家、畫家、雕塑家（1884年出生）
- 1930年：丽贝卡·费尔顿，美国历史上第一位女性联邦参议员（1835年出生）
- 1935年：黃節，中國詩人、歷史學家（1873年出生）
- 1935年：，蘇格蘭職業足球運動員（1877年出生）
- 1938年：韓復榘，中國軍官，抗戰初期因違令撤退被被槍斃（1890年出生）
- 1951年：太田政弘，日本政治人物，第14任臺灣總督（1871年出生）
- 1960年：埃德温·费歇尔，鋼琴家（1886年出生）
- 1964年：邱善佑，檳城殷商和政治家（1886年出生）
- 1965年：温斯顿·丘吉尔，英國首相（1874年出生）
- 1966年：霍米·贾汗季·巴巴，印度核物理學家（1909年出生）
- 1973年：J·卡羅爾·耐什（英语：J. Carrol Naish），美國男演員（1896年出生）
- 1983年：劉克宣，香港男演員（1904年出生）
- 1986年：弗洛拉·海曼，美國女子排球運動員（1954年出生）
- 1993年：瑟古德·馬歇爾，美國民權律師、法學家，首位擔任美國最高法院大法官的非裔美國人（1908年出生）
- 2011年：羅兆輝，香港傳奇商人（1964年出生）
- 2012年：吳家錄，臺灣企業家（1928年出生）
- 2012年：泰奧·安哲羅普洛斯，希臘導演、編劇（1935年出生）
- 2012年：阮品強，香港民主黨創黨黨員（1943年出生）
- 2015年：奧托·卡利烏斯，二次大戰德國戰車指揮官（1922年出生）
- 2015年：托勒·克蘭斯頓，加拿大男子花式滑冰運動員（1949年出生）
- 2016年：马文·闵斯基，美國科學家（1927年出生）
- 2022年：謝爾頓·席佛，美國政治人物（1944年出生）
- 2022年：米里亞姆·諾爾，以色列法學家（1947年出生）
- 2022年：喬拉尼·西爾韋斯特，匈牙利男子競技體操運動員（1970年出生）
- 2023年：李釗，中國地雷爆破專家（1940年出生）
- 2023年：門田博光，日本棒球選手（1948年出生）
- 2024年：戴逸，中國歷史學家（1926年出生）

## 节假日和习俗
- 國際受迫害律師日：自2010年起。日期來源，1977年4名西班牙律師、1名法律工作者，在馬德里事務所被謀殺。[11][12]
- 天主教會：聖方濟各·沙雷氏慶節
- 印度：全國女童日